# Bisdom Nyundo

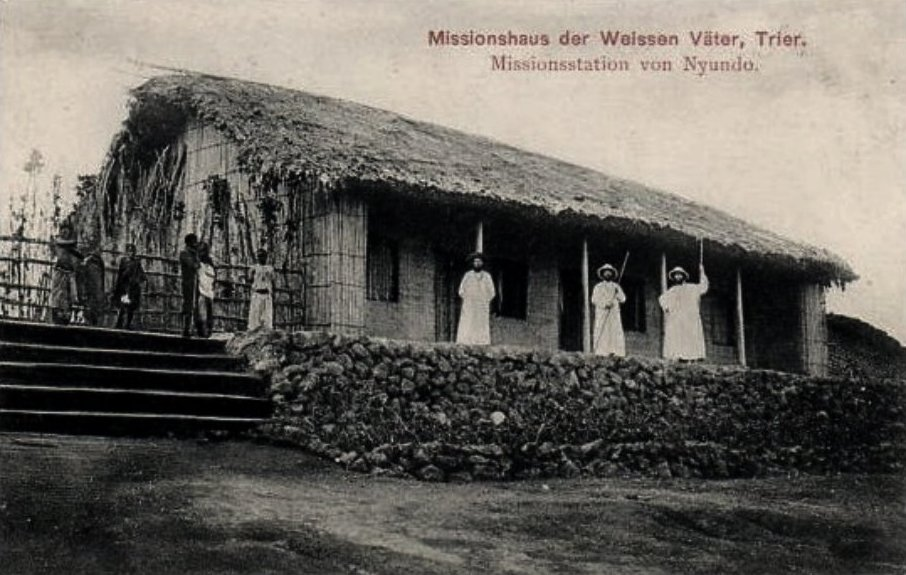
Missionarissen van de Witte Paters in Nyundo in 1901

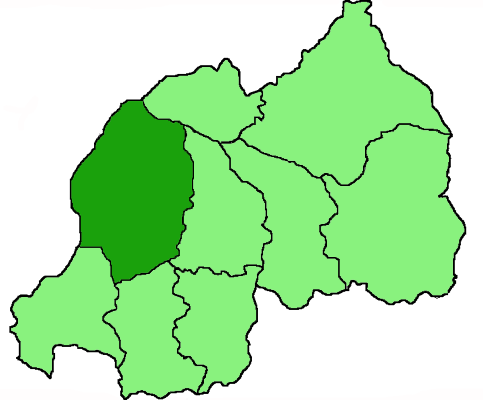
Het bisdom Nyundo binnen Rwanda

Het bisdom Nyundo (Latijn: Dioecesis Nyundoensis) is een rooms-katholiek bisdom met als zetel Nyundo, een plaats in Rwanda. Het bisdom is suffragaan aan het aartsbisdom Kigali.

## Geschiedenis
Het bisdom werd opgericht op 14 februari 1952, als het apostolisch vicariaat Nyundo, uit grondgebied van het apostolisch vicariaat Ruanda. Op 10 november 1959 werd het een bisdom. 
Het bisdom verloor meermaals gebied door de oprichting van de bisdommen Ruhengeri (1960) en Cyangugu (1981). 

## Parochies
In 2019 telde het bisdom 26 parochies. Het bisdom had in 2019 een oppervlakte van 4.000 km2 en telde 1.654.503 inwoners waarvan 38,9% rooms-katholiek was.

## Bisschoppen
- Aloys Bigirumwami (14 februari 1952 - 17 december 1973)
- Vincent Nsengiyumva (17 december 1973 - 10 april 1976)
- Wenceslas Kalibushi (9 december 1976 - 2 januari 1997)
- Alexis Habiyambere (2 januari 1997 - 11 maart 2016)
- Anaclet Mwumvaneza (11 maart 2016 - heden)